# Struna
Strúna je zvočilo v obliki žice pri vseh kordofonih (strunskih) glasbenih instrumentih. V uporabi so strune različnih materialov: črevne strune, jeklene, svilene in plastične žice. Instrument uglasimo tako, da strune s pomočjo vijakov (na obodu glasbila) napenjamo. Bolj, ko je struna napeta, hitreje ob dotiku zaniha (večje število nihajev) in pri tem zaslišimo višji ton. Vijaki, na katerih so napete strune, se postopoma odvijejo zaradi popuščanja naravnih materialov (večinoma les), v katerih so pritrjeni. S tem se spremeni višina tona dane strune, prav tako pa želeno razmerje tonskih višin med to in ostalimi strunami. Takrat pravimo, da je instrument razglašen.
Struna zaradi obrabe materiala sčasoma izgubi prožnost; če je kovinska, lahko oksidira in na mestu rjavenja poči ali se pretrga iz številnih drugih razlogov. Obraba materiala povzroča tudi spremembo barve zvoka.